# 山内盛豊
山内 盛豊（やまうち もりとよ）は、戦国時代の武将。岩倉織田氏（織田伊勢守家）の家老。尾張黒田城代。

## 略歴
永正7年（1510年）、山内久豊の子として誕生。父・久豊は尾張羽栗郡黒田の郷侍で、尾張上四郡を支配した守護代の織田伊勢守家（岩倉織田氏）に仕えた。主君の岩倉城主織田信安により、尾張黒田城代を命じられた。
天文23年（1554年）8月、岩倉町の下市場にある神明生田神社正殿の造営を行っており、棟札が現存している。この棟札は盛豊が岩倉織田氏の有力家臣であることを物語っている。
弘治3年（1557年）、黒田城が夜討され、子・十郎と共に戦死したという資料があり、一方で、岩倉城に逃れ、永禄2年（1559年）に、織田信長からの攻撃で岩倉城が落城した際（浮野の戦い）、戦死もしくは自害したともいわれる。
子・一豊は諸将を転々としてのちに信長に仕え、豊臣氏、徳川氏の家臣となり、土佐国一国の藩主に立身した。

## 演じた俳優
- 大河ドラマ「功名が辻」（2006年、NHK）- 坂口進也